# Now Is Good – Jeder Moment zählt
Now Is Good – Jeder Moment zählt ist ein britisches Teenagerdrama aus dem Jahre 2012. Ol Parker schrieb das Drehbuch und führte Regie. Der Film basiert auf dem 2007 geschriebenen Buch Before I Die von Jenny Downham, welches in Deutschland als Bevor ich sterbe erschien.
Der Film hatte am 31. August 2012 in Los Angeles und am 19. September im Vereinigten Königreich Premiere.

## Handlung
Tessa Scott, ein Teenager, ist an akuter lymphatischer Leukämie erkrankt und die Ärzte haben ihr den baldigen Tod diagnostiziert. Zusammen mit ihrer Freundin Zoey versucht sie das Leben zu genießen.
Sie lernt dabei den Nachbarsjungen Adam kennen, der sich um seine behinderte Mutter kümmert, und verliebt sich in ihn.
Tessa und Adam treffen sich zu einem normalen Date, aber Tessa hat plötzlich Nasenbluten und wird ins Krankenhaus eingeliefert. Darauf verbringen sie jede freie Minute miteinander.

## Kritik
Now is Good wurde mit sehr gemischten Kritiken aufgenommen. Auf Rotten Tomatoes erhielt der Film eine Bewertung von 58 %. Der Filmdienst urteilt: „Trotz des absehbar tränenreichen Endes ein angenehm unprätentiöser, gut gespielter (Jugend-)Film, der glaubwürdig wichtige Fragen zum Abschiednehmen und ‚Frieden machen‘ problematisiert.“